# Yazd (Verwaltungsbezirk)
Yazd (persisch شهرستان یزد) ist ein Schahrestan in der Provinz Yazd im Iran. Er enthält die Stadt Yazd, welche die Hauptstadt des Verwaltungsbezirks ist. 

## Distrikte
Der Bezirk gliedert sich in folgende Kreise:
- Zentral (بخش مرکزی)
- Zarch (بخش زارچ)

## Demografie
Bei der Volkszählung 2016 betrug die Einwohnerzahl des Schahrestan 656.474. Die Alphabetisierung lag bei 93 Prozent der Bevölkerung. Knapp 93 Prozent der Bevölkerung lebten in urbanen Regionen.
| Zensusjahr | Einwohnerzahl |
| ---------- | ------------- |
| 2011       | 582.682       |
| 2016       | 656.474       |